# Schafe, Wolf und eine Tasse Tee …
Schafe, Wolf und eine Tasse Tee … ist ein französisch-belgischer animierter Kurzfilm von Marion Lacourt aus dem Jahr 2019.

## Handlung
Es ist abends und die Familie geht zu Bett. Im Zimmer des Sohnes dreht sich eine Schallplatte, die aufgehört hat zu spielen. Die Mutter trinkt eine Tasse Tee, cremt sich das Gesicht ein und legt sich zwei Teebeutel auf die Augen. Der Vater nimmt seine Augentropfen und isst ein Sandwich, dessen Brotscheiben er rundbeißt, um sie sich auf die Augen zu legen. Die Schwester trägt Lippenstift auf und schläft mit einem Wolfsbild neben sich ein.
Der Junge wiederum beginnt unter der Bettdecke im Schein der Lampe mit Schattenspielen. Er nimmt eine Schachtel unter dem Bett an sich, setzt sich eine Wolfskappe auf und nimmt ein Blechauto aus der Kiste. Die Kiste ist leer, kurz darauf entsteigt ihr ein lebensgroßer Wolf. Wolf und Junge heulen den Mond an. Aus dem Atem der Schlafenden entstehen unterdessen Schafe, die sich vor der Schlafzimmertür des Jungen versammeln. Junge und Wolf fliehen in einem Auto. Sie landen in einer fantastischen Oase mit menschengroßen Tieren, einem Dschungel mit Pflanzen, die Brotscheiben- und Teebeutelfrüchte tragen oder Mundblüten haben, Flüssen, die ihren Ursprung in Häusern haben, und Schafen, die Brotscheiben rundbeißen, sich Lippenstift auftragen oder das Gesicht eincremen.
Die Reise von Wolf und Junge geht in die Galaxie, in die auch die Traumschafe über den Schornstein des Hauses entschweben. Der Wolfshut des Jungen wandelt sich zu einem Schafshut, wodurch auch der Junge zu schweben beginnt. Im All fliegen auch belegte Brote und Teebeutel umher. Nur durch einen Trick schafft es der Junge, seinen Wolfshut zurückzuerhalten; auch die Schafe im All verwandeln sich nun in zahlreiche Wölfe. Am Ende fahren Junge und Wolf mit dem Auto weiter, das bald wieder die Größe eines Spielzeugautos hat. Der Wolf geht im Schlafzimmer des Jungen umher. Er deckt den Jungen zu und stellt den Plattenspieler aus. Anschließend verschwindet er im Wolfsbild, das die Schwester bei sich liegen hat.

## Produktion
Schafe, Wolf und eine Tasse Tee … war das professionelle Filmdebüt der studierten Lithografin und Radiererin Marion Lacourt. Der Film wurde auf Folien handanimiert, wobei für die Zeichnungen dünne Schichten lithographischer Tusche und Gravierwerkzeuge genutzt wurden. Die Bilder wurden dann auf einem vierstöckigen Animationstisch zusammengesetzt und abfotografiert. Besondere Lichteffekte entstanden, indem der Tisch unterleuchtet wurde. Der Film ist Lacourts Großmutter Mélanie gewidmet. Er hat keine Dialoge.
Schafe, Wolf und eine Tasse Tee … erlebte seine Premiere am 10. August 2019 auf dem Locarno Film Festival. Der Film lief auf verschiedenen Festivals, darunter im Oktober 2019 auf dem Chicago International Film Festival. ARTE zeigte den Film am 3. November 2019  im Rahmen der Sendung Kurzschluss erstmals im deutschen Fernsehen.

## Auszeichnungen
Auf dem Locarno Film Festival wurde Schafe, Wolf und eine Tasse Tee … 2019 für einen Pardino d’oro per il miglior cortometraggio internazionale nominiert. Der Film lief im Wettbewerb um den Grand Prix des Uppsala International Short Film Festival und war 2019 auf dem Chicago International Film Festival für einen Gold Hugo als bester Kurzfilm nominiert.
Auf dem Animationsfilmfestival Fantoche war Schafe, Wolf und eine Tasse Tee … 2020 im internationalen Wettbewerb als Bester Film nominiert. Beim Festival du Court-Métrage de Clermont-Ferrand gewann der Film den Prix Procirep und lief im nationalen Wettbewerb um den Grand Prix. Im Jahr 2021 wurde der Film auf die Kurzliste für einen César als Bester animierter Kurzfilm aufgenommen.